# Leinsweiler
Leinsweiler est une municipalité de l'arrondissement de la Route-du-Vin-du-Sud en Rhénanie-Palatinat, dans l'ouest de l'Allemagne.

## Source
- (en) Cet article est partiellement ou en totalité issu de l’article de Wikipédia en anglais intitulé « Leinsweiler » (voir la liste des auteurs).